# Щеглов, Марк Александрович
Марк Александрович Щеглов (27 октября 1925, Чернигов, Черниговский округ — 2 сентября 1956, Новороссийск, Краснодарский край) — советский литературный критик, литературовед.

## Биография
Отец Щеглова, Александр Николаевич Щеглов (?—1940), и его мать, Неонила Васильевна Кашменская, — артисты провинциальных драмтеатров. Марк Щеглов родился в Чернигове, где сезонно играли в театре родители. Двух лет от роду Щеглов заболел костным туберкулёзом и с пяти лет до девяти с небольшими перерывами лечился в детских здравницах в Крыму и под Москвой.
С 1935 по 1940 гг. жил в Москве. Отец ушёл из семьи, служил в Реалистическом театре и занимался литературной деятельностью, писал стихи, в основном детские, под псевдонимом Ан, печатался в журналах «Чиж» и «Ёж». Мать работала педагогом-внешкольником и музыкальным воспитателем с детьми (в детских лечебных учреждениях и детских садах). В 1941 году Щеглов вместе с туббольницей, где проходил лечение, был эвакуирован на Урал. В 1943—1945 гг. лечился под Москвой, в Звенигороде. В 1945 году поступил в 10 класс школы рабочей молодёжи при ВРЗ им. 1905 года в Москве. Окончил среднюю школу в 1946 году и поступил в МГУ на заочное отделение филологического факультета. Курс школы и университета Щеглов проходил преимущественно заочно. Работал ретушёром, художником в артелях. В 1950 году ввиду обострения течения болезни его поместили на лечение в туббольницу «Поливаново» под Москвой. Вернувшись из больницы, в 1951—1953 годах занимался на 4-5 курсах филологического факультета МГУ по русскому отделению, который и окончил с отличием в 1953 году, учился в аспирантуре.
Дружил с Владимиром Лакшиным и Феликсом Световым. «Я вспоминаю его то дома, в Электрическом переулке близ Белорусского вокзала, в этой маленькой, узкой, как щель, полутёмной комнатке, служившей некогда ванной и заселённой в эпоху коммуналок и „уплотнений“, — он сидит, подвернув ноги, на сундуке, с книжкой в руках. То в кабинете профессора Гудзия, где идёт толстовский семинарий, и Марк, слегка опоздавший и пристроившийся в укромном углу за этажеркой у самой двери, что-то пишет в зелёненький измятый блокнотик. То на скромной студенческой пирушке, где он сразу становится центром дружеского кружка, и гитара ходуном ходит в руках его, и все без слов признают его первенство и в песне, и в шутке, и в завязавшемся вдруг серьёзном разговоре. То в редакции журнала, куда он с трудом, громыхая костылями, поднимается по высокой лестнице с рукописью, свёрнутой в трубочку и болтающейся сбоку на бечёвке, чтобы не занимать руки… Но чаще и отчётливее всего я вспоминаю почему-то, как в пору весенних экзаменов он сидит на камнях старой ограды в университетском садике, сняв шляпу, прислонив сбоку костыли, покуривает, слегка задрав голову, с наслаждением щурится на солнце и с добрым любопытством вглядывается в лица тех, кто входит и выходит, хлопая дверью, из здания факультета. Он никого не ждёт, не ищет, ему просто радостно смотреть на суетливую, шумную студенческую жизнь и чувствовать себя причастным к ней» (В. Лакшин).
Умер в Новороссийске, где не хватило стрептомицина для его лечения. «Один из талантливейших представителей нового поколения советской литературы, Щеглов был критиком с дарованием сильным и ярким. Большие надежды связывали мы с его именем», — говорилось в некрологе, подписанном Константином Фединым, Корнеем Чуковским, Борисом Пастернаком, Ильёй Эренбургом, Николаем Погодиным, Константином Паустовским.

## Творчество
С юных лет Щеглов писал стихи, в годы учения сотрудничал в Совинформбюро и ВОКСе, писал рецензии на новинки литературы. Широкая литературно-критическая деятельность Щеглова продолжалась три года. Дипломная работа Щеглова была по рекомендации Н. К. Гудзия частично опубликована А. Т. Твардовским в журнале «Новый мир» (1953): статья «Особенности сатиры Льва Толстого» стала первым заметным выступлением Щеглова-критика. Автор полемизировал с литературоведом-ортодоксом В. Ермиловым.
Им написаны, в основном для «Нового мира», десятки статей и рецензий (о творчестве Вс. Иванова, Л. М. Леонова, В. П. Некрасова, С. П. Антонова и др.), работы о классическом наследии (о Л. Н. Толстом, Ф. М. Достоевском, А. А. Блоке), проблемно-теоретические статьи: «Реализм современной драмы» (опубл. 1956), «Верность деталей» (опубл. 1957), «Очерк и его особенности» (опубл. 1958). Публиковался он и в других журналах — «Дружбе народов», «Октябре», «Молодой гвардии», сотрудничал с Гослитиздатом.
Щеглов как критик легитимировал в контексте эпохи темы (сатира у Толстого) и имена (Блок и Есенин как поэты первого ряда, Грин-романтик). Статья «„Русский лес“ Л. Леонова» (1954) вызвала острую полемику в печати. Критик негативно характеризовал «храмовничество», экстатический символизм в теме леса у Леонова: в романе «напряжённая выспренность соседствует с красотой, а задушевность — почти с бездушием». Он соединял в себе серьёзную филологическую культуру с идейным идеализмом, острым чувством современности, лиризмом и сердечностью. Выступал против иллюстративности, полуправды в литературе, бесконфликтности в драматургии. Его работам свойственны точный вкус, свободный, эмоциональный стиль.
Опубликованы посмертно дневники и письма Щеглова, названные при первой публикации «Студенческие тетради» (1963).

## Сочинения
- Литературно-критические статьи. Из дневников и писем [Предисл. Н. Гудзия]. 2 изд. — М., 1965.
- Литературная критика [Предисл. Н. Гудзия]. — М., 1971.
- Студенческие тетради [Вступ. ст. Б. Панкина]. — М., 1973 .
- Любите людей: Статьи. Дневники. Письма [Вступ. ст. В. Лакшина]. — М.: Советский писатель, 1987. — 512 с.